# Van Hool NewA600
Le Van Hool NewA600 est un autobus standard fabriqué et commercialisé par le constructeur belge Van Hool.

## Historique
Il était produit de 2002 à 2004 et succédait l'A500 et à l'A600. Il sera remplacé par le NewA360, modèle apparu en même temps que le NewA600 mais doté d’un plancher plus bas.

## Caractéristiques
Il existe uniquement en version deux portes. La partie avant dispose d'un plancher surbaissé. Tout comme son prédécesseur, ce n'est pas un autobus à plancher bas, l'accès se fait par une paire de marches. Il est équipé un moteur placé à l'arrière, en porte-à-faux.

## Exploitants
En Belgique, les Van Hool NewA600 ont été principalement commandés par des exploitants privés sous contrat avec De Lijn ou TEC.

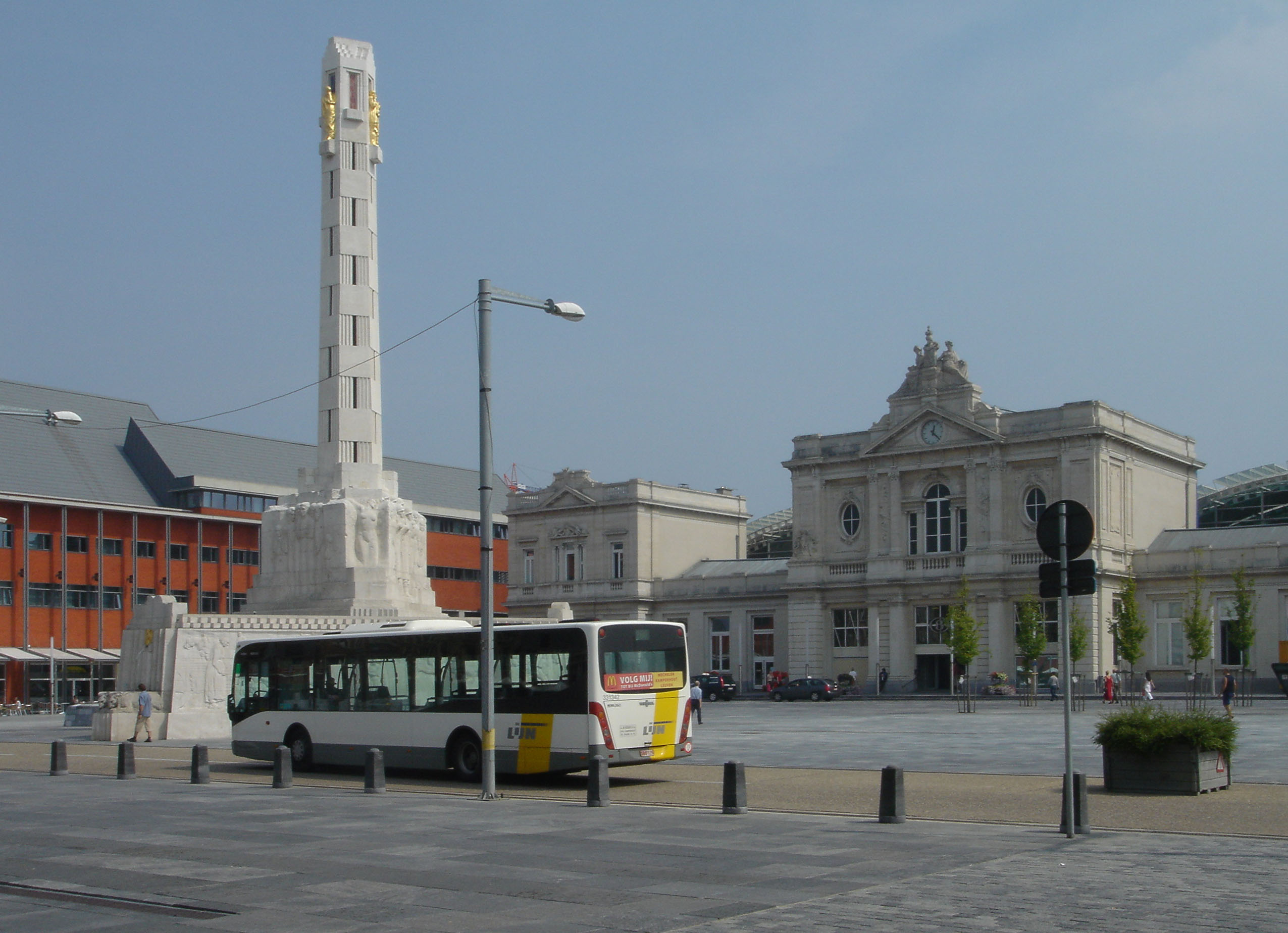